# 普里斯利普 (米日吉里亞區)
48°41′34″N 23°31′46″E / 48.69278°N 23.52944°E
普里斯利普（烏克蘭語：Присліп）是烏克蘭西部的村莊，隸屬外喀爾巴阡州的胡斯特區。該村處於普里斯里普河和里卡河畔，始建於1392年，海拔高度711米，2001年人口851。